# Väster-Skästra
Väster-Skästra är en småort i Järvsö socken i Ljusdals kommun i Gävleborgs län. Väster-Skärsta ligger direkt norr om Skästra och klassas av SCB som en separat småort.